# Magix Video Deluxe
Magix Video Deluxe is een videobewerkingsprogramma van softwarefabrikant Magix. Met het programma kunnen videobeelden opgenomen worden op de computer, en vervolgens bewerkt worden. Het programma is niet bedoeld voor professionele doeleinden, maar beschikt wel over veel uitgebreide geavanceerde functies, met name op gebied van geluidsbewerking. Tevens beschikt het programma over tientallen sporen, wat uitzonderlijk is voor een videobewerkingsprogramma. Momenteel is het het meest verkochte programma in zijn soort, en laat daarmee Pinnacle Studio achter zich.
Sinds augustus 2019 is er een infusion engine bijgekomen die zorgt dat het programma tot 8 maal sneller werkt.
Versies van Video deluxe:
- Video deluxe 365
- Video deluxe Plus 365
- Video deluxe Premium 365